# Canidia mexicana
Canidia mexicana är en skalbaggsart som beskrevs av Thomson 1860. Canidia mexicana ingår i släktet Canidia och familjen långhorningar. Inga underarter finns listade.